# Mac OS X v10.0
Mac OS X version 10.0 med beteckningen Cheetah lanserades 24 mars 2001 och kostade då cirka 1 200 kr. Det var den första officiella versionen av Apples operativsystem Mac OS X, senare kallat OS X och Mac OS.

## Grundläggande egenskaper
Mac OS X 10.0 skiljer sig betydligt både utseendemässigt och rent tekniskt från tidigare versioner i Mac OS-serien (även kallad classic). I och med Mac OS X 10.0 introducerades en ny unixliknande Darwin-kärna samt ett helt nytt system för minneshantering. Mac OS X betraktas av många som det bästa operativsystem som Apple någonsin gjort. Lanseringen fick emellertid en något knagglig start på grund av avsaknaden av finesser och att det fanns vissa prestandaproblem. Trots dessa svagheter prisades det nya operativsystemet som en bra start tack vare dess stabilitet.

## Systemkrav
Systemkraven för Mac OS X 10.0 fick ett svalt mottagande av Macintosh-anhängarna, enär standarden för RAM-minnen då var bara 64 megabyte RAM, medan Mac OS X 10.0 för bästa prestanda krävde 128 megabyte RAM. Dessutom passade det nya operativsystemet inte ihop med vissa kort som var populära på äldre Power Mac G3-datorer för ökning av processorns prestanda. Dock fanns anpassningsprogram för dessa kort från tredjepartsleverantörer, men de var officiellt inte godkända av Apple.
- Datorfamiljer som stöds – Power Macintosh G3 (blå och vit), G4, Imac, PowerBook G3, G4 och Ibook
- Krav på internminne – 128 megabyte rekommenderat, minimum 64 megabyte.
- Krav på hårddiskutrymme – 1,5 gigabyte minimum under installation, därefter 800 megabyte.

## Finesser
- Dock – Dockan var ett nytt användargränssnitt som medger enklare åtkomst av program och dokument i Mac OS X.
- XNU kernel – Den Unixliknande operativsystemskärnan är kanske den största rent tekniska skillnaden mellan Mac OS X 10.0 och tidigare versioner av Mac OS.
- Terminal – Terminalen var en ny funktion som gav användaren av Mac OS X tillgång till funktioner bundna till Unix-miljön.
- Preemptive multitasking  – Fullständigt stöd för preemptive multitasking, en sedan länge efterfrågad funktion för Macintosh operativsystem.
- Mail – Ett e-postprogram.
- Adressbok – Ett adressboksprogram.
- Textredigerare – En ny textredigerare som ersatte Simple Text
- Stöd för PDF – Gör det möjligt att skapa PDF-dokument från alla program.
- Aqua – Ett nytt användargränssnitt.
- Byggt på Darwin – ett unixliknande operativsystem.
- OpenGL
- Applescript
- Stödjer Carbon såväl som Cocoa API.
- Sherlock – Ett program som söker på datorn och på Internet.
- Skyddat minne – Minnet är skyddat, så om ett programs minne blir skadat så kommer inte andra program att krascha.

## Begränsningar
- Fildelning som en klient. – Systemet kan bara använda TCP/IP, inte Appletalk för att ansluta till servrar, eller SMB för att ansluta till Windows- eller Sambaservrar.
- Fildelning som en server. – Som server är systemet inställt på att bara dela protokoll av typerna AFP (över TCP/IP), HTTP, SSH och FTP.
- Systemet kan visserligen köra program i det så kallade Classic-läget, och har stöd för Java-program och portade program från UNIX, men det finns få program som var optimerade för Mac OS X. De flesta programmen är portade genom Carbon-biblioteken.

## Kritik
Trots att Mac OS X var ett bra operativsystem rent tekniskt, och med tanke på att det byggt på en helt ny kodbas, så fick Mac OS X 10.0 ändå mycken kritik.
Det var huvudsakligen tre orsaker som låg bakom kritiken.
- Gränssnittets svarstid – Det nya Aqua-gränssnittet gjorde att det tog längre tid än tidigare att öppna program. Svarstiderna hade överlag försämrats.
- Stabilitet – Trots att den teoretiska stabiliteten i Mac OS X var mycket bättre än i Mac OS 9, så fanns det många löss som orsakade kernel panics.
- Vissa önskvärda funktioner saknades. Problem med anpassning till maskinvara – En orsak till kritiken var att det inte gick att spela upp DVD eller bränna cd-skivor, två funktioner som var tillgängliga i Mac OS 9. Det var också många som hade problem med drivrutiner till skrivare och annan maskinvara.

Den tunga kritiken gentemot Mac OS X 10.0 gjorde att Apple för att avhjälpa bristerna erbjöd Mac OS X v10.1 gratis till alla som köpt licens för Mac OS X 10.0.